# Krokuttjärnen (Näs socken, Jämtland)
Krokuttjärnen är en sjö i Östersunds kommun i Jämtland och ingår i Ljungans huvudavrinningsområde.